# 9667 Amastrinc
9667 Amastrinc è un asteroide della fascia principale. Scoperto nel 1997, presenta un'orbita caratterizzata da un semiasse maggiore pari a 2,4414056 UA e da un'eccentricità di 0,1779995, inclinata di 2,38703° rispetto all'eclittica.